# Ала-ді-Стура
Ала-ді-Стура (італ. Ala di Stura, п'єм. Ala) — муніципалітет в Італії, у регіоні П'ємонт,  метрополійне місто Турин.
Ала-ді-Стура розташована на відстані близько 570 км на північний захід від Рима, 45 км на північний захід від Турина.
Населення — 466 осіб (2014).
Щорічний фестиваль відбувається 4 вересня. Покровитель — San Grato.

## Демографія
Населення за роками:

Станом на 1 січня 2023 року в муніципалітеті офіційно проживали 4 іноземці з 4 країн, серед них 1 громадянин країн Євросоюзу та 1 громадянин України.

## Сусідні муніципалітети
- Бальме
- К'яламберто
- Черес
- Гроскавалло
- Лем'є
- Мецценіле